# 米尔维尔 (特拉华州)
米尔维尔（英語：Millville），是美国特拉华州苏塞克斯县（Sussex）下属的一座城镇，面积为6.61平方公里，均为陆地。2011年的数据显示该地有人口553人。论人口在本州排行第36。